# Drakentanden

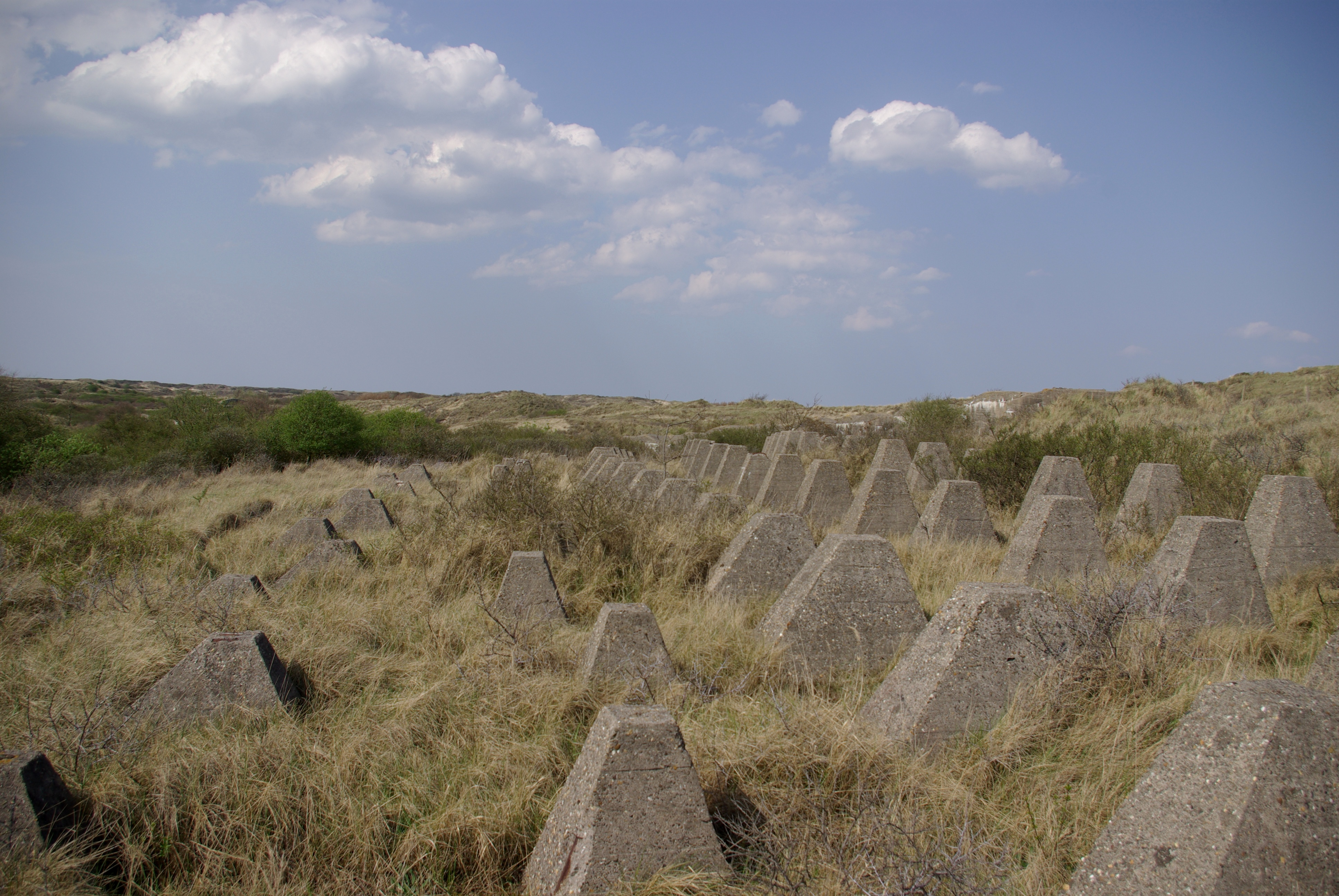
Drakentanden als onderdeel van de Atlantikwall te Katwijk.

Drakentanden (Duits: Höckerhindernisse) zijn piramidevormige betonnen obstakels die door de Duitsers werden aangelegd in de Tweede Wereldoorlog, veelal als onderdeel van de Atlantikwall en Westwall, om vijandelijke tanks, die bijvoorbeeld via een oorlogsschip en daarna een landingsvaartuig over het strand aan land kwamen, in de duinen tegen te houden. 
De rijen drakentanden waren vaak een extra ondersteuning voor de tankmuur van de Atlantikwall of voor zwakke plekken in de panzermuren. Ook dienden zij als alternatief voor tankgrachten, indien de grond niet geschikt was om tankgrachten te graven. Door de eerste rijen lage drakentanden werden de tanks gelanceerd tot op de hogere drakentanden, waardoor de tanks zwaar beschadigd raakten of kantelden en er voor de overlevenden weinig anders opzat dan de tank te verlaten. De infanterie (de mannen die te voet verdergingen) kon op deze manier gemakkelijk uitgeschakeld worden.
Tijdens de Russische invasie van Oekraïne in 2022 werden de drakentanden ingezet door de Russen. In tegenstelling tot de drakentanden uit WO2 werden de piramidevormige betonblokken door de Russen niet verankerd in de ondergrond.